# Clevea
Clevea es un género de musgos hepáticas de la familia Cleveaceae. Comprende 6 especies descritas y de estas, solo 3 aceptadas.

## Taxonomía
El género fue descrito por Sextus Otto Lindberg  y publicado en Notiser ur Sällskapets pro Fauna et Flora Fennica Förhandlingar 9: 289. 1868.  La especie tipo es: Clevea hyalina (Sommerf.) Lindb. 

## Especies aceptadas
- Clevea andina Spruce
- Clevea hyalina (Sommerf.) Lindb.
- Clevea pusilla (Stephani) Rubasinghe, Sumudu C. K. & D.G. Long